# Moira, Nordirland
Moira är en ort i Storbritannien.   Den ligger i riksdelen Nordirland, i den västra delen av landet, 500 km nordväst om huvudstaden London. Moira ligger 69 meter över havet och antalet invånare är 4 098.
Terrängen runt Moira är platt.Runt Moira är det ganska tätbefolkat, med 185 invånare per kvadratkilometer. Närmaste större samhälle är Lisburn, 13,3 km öster om Moira. Trakten runt Moira består i huvudsak av gräsmarker.